# Kreis Marienburg (Westpreußen)
Der Kreis Marienburg (Westpreußen) war ein preußischer Landkreis, der in unterschiedlichen Ausprägungen von 1772 bis 1945 bestand. Der ursprünglich zur Provinz Westpreußen gehörende Kreis wurde nach dem Ersten Weltkrieg 1920 durch den Versailler Vertrag geteilt; seine Westhälfte fiel an die Freie Stadt Danzig, während seine Osthälfte zur Provinz Ostpreußen kam und bis 1945 im Deutschen Reich verblieb. Die Kreisstadt war Marienburg. Das ehemalige Kreisgebiet gehört heute zur polnischen Woiwodschaft Pommern.

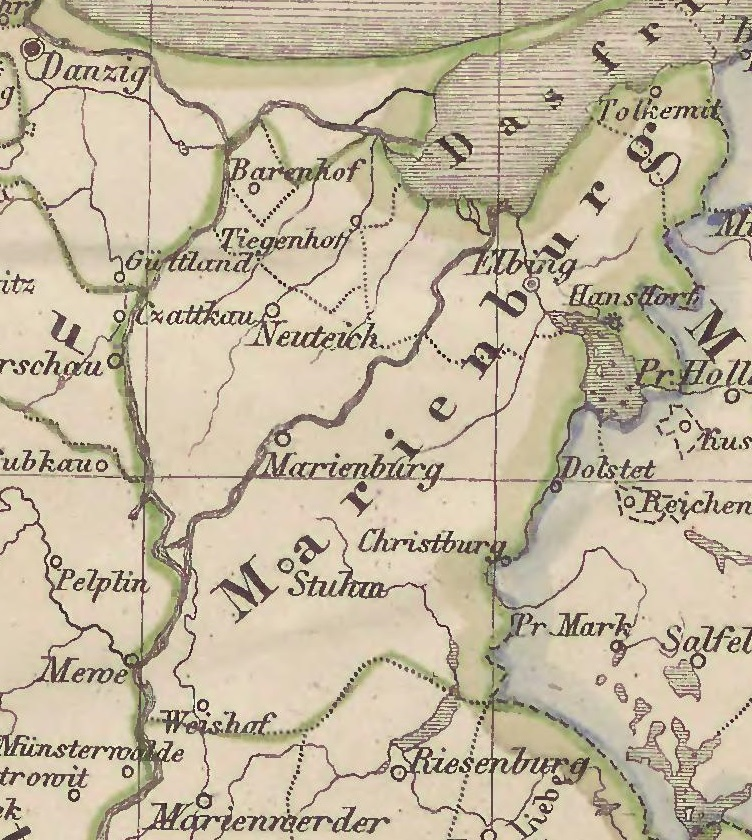
Der Kreis Marienburg von 1772 bis 1818

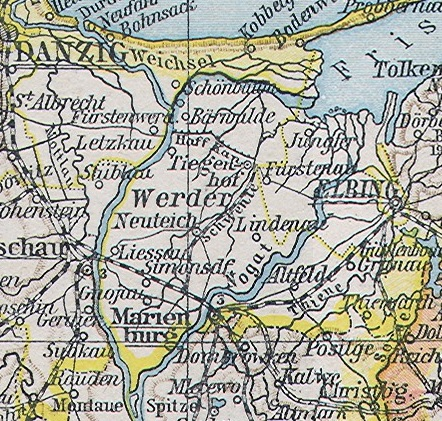
Der Kreis Marienburg von 1818 bis 1920

Die Provinz Westpreußen 1919
Regierungsbezirk Danzig
Regierungsbezirk Marienwerder

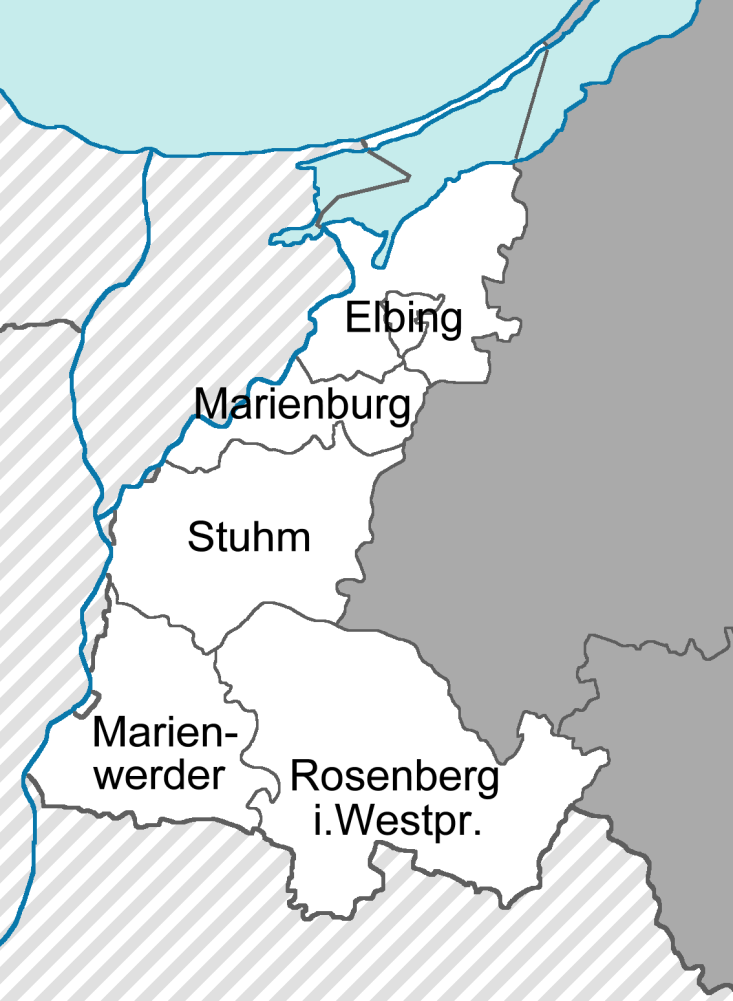
Der Regierungsbezirk Westpreußen, Stand 31. August 1939

## Geschichte
Das Kreisgebiet gehörte vor der Eroberung, Christianisierung  und Kolonisation durch den Deutschen Orden im Mittelalter zum Siedlungsgebiet des baltischen Volksstammes der Pruzzen. Nach dem Niedergang der Herrschaft des Deutschen Ordens im Jahre 1466 befand es sich bis 1772 unter autonomer preußischer Regierung unter Schutzherrschaft der polnischen Krone. Mit der ersten Teilung Polens kam das Gebiet 1772 an das Königreich Preußen und gehörte dort zur Provinz Westpreußen, die in sechs große Kreise, darunter der Kreis Marienburg, eingeteilt wurde. Durch die preußische Provinzialbehörden-Verordnung vom 30. April 1815 und ihre Ausführungsbestimmungen kam das Gebiet zum Regierungsbezirk Danzig der Provinz Westpreußen. Im Rahmen einer umfassenden Kreisreform im Regierungsbezirk Danzig wurde zum 1. April 1818 der alte Kreis Marienburg deutlich verkleinert. Er umfasste nunmehr die Städte Marienburg und Neuteich mit ihrem Umland, darunter insbesondere der Große Marienburger Werder. Das Landratsamt war in Marienburg.
Vom 3. Dezember 1829 bis zum 1. April 1878 waren Westpreußen und Ostpreußen zur Provinz Preußen vereinigt, die seit dem 1. Juli 1867 zum Norddeutschen Bund und seit dem 1. Januar 1871 zum Deutschen Reich gehörte.
Die Gemeinde Tiegenhof wurde 1880 zur Stadt erhoben.
Mit Inkrafttreten des Versailler Vertrages am 10. Januar 1920 und der damit verbundenen Auflösung der Provinz Westpreußen wurde der Kreis Marienburg geteilt. Die westlich der Nogat gelegenen Teile kamen zur Freien Stadt Danzig, während das Gebiet östlich der Nogat beim Deutschen Reich verblieb und vorläufig  dem Oberpräsidenten in Königsberg unterstellt wurde. Zu dieser Zeit wurde die Schreibweise Marienburg (Westpr.) üblich.
Zur Vorbereitung der Volksabstimmung über die endgültige Zugehörigkeit des Kreises wurde das Kreisgebiet wenig später der „Interalliierten Kommission für Regierung und Volksabstimmung“ in Marienwerder unterstellt. Nach dem eindeutigen Ergebnis der Volksabstimmung am 1. Juli 1920 verblieb der Kreis bei Deutschland. Zum 1. Juli 1922 wurde der Kreis Marienburg förmlich in die Provinz Ostpreußen eingegliedert. Der Regierungsbezirk „Marienwerder“ wurde aus Traditionsgründen in Regierungsbezirk „Westpreußen“ umbenannt. Der Sitz des Regierungspräsidenten blieb in Marienwerder.
Zum 1. September 1924 wurden die Landgemeinden Tessensdorf und Willenberg aus dem Kreis Stuhm in die Stadt Marienburg im Kreis Marienburg eingegliedert. Dadurch sollten die Gebietsverluste ausgeglichen werden, die die Stadt durch die Gründung der Freien Stadt Danzig erlitten hatte. Marienburg hatte dabei ab 10. Januar 1920 auf seine Stadtteile westlich der Nogat verzichten müssen.
Zum 30. September 1928 fand im Kreis Marienburg entsprechend der Entwicklung im übrigen Freistaat Preußen eine Gebietsreform statt, bei der alle Gutsbezirke aufgelöst und benachbarten Landgemeinden zugeteilt wurden. Zum 26. November 1939 wurde der Kreis Marienburg Teil des neugebildeten Reichsgaus Westpreußen, später Danzig-Westpreußen. Der Regierungsbezirk führte jetzt wieder die frühere Bezeichnung „Marienwerder“.
Im Frühjahr 1945 wurde das Kreisgebiet von der Roten Armee besetzt. Nach Beendigung der Kampfhandlungen wurde das Kreisgebiet seitens der sowjetischen Besatzungsmacht der Volksrepublik Polen zur Verwaltung überlassen, was auch nach dem Potsdamer Abkommen im Sommer desselben Jahres beibehalten wurde. Soweit die deutsche Bevölkerung nicht geflohen war, wurde sie in der Folgezeit größtenteils von der polnischen Administration aus dem Kreisgebiet vertrieben oder an der Rückkehr gehindert.

## Bevölkerung
Im Folgenden eine Übersicht mit offiziellen Angaben zu Einwohnerzahl, Konfessionen und Sprachgruppen:
| Jahr                                          | 1821                    | 1831         | 1852                    | 1861         | 1871                    | 1890                    | 1900                    | 1910                    |  | 1925                 | 1933                | 1939                 |
| Einwohner                                     | 43.807                  | 44.721       | 55.337                  | 56.131       | 58.666                  | 58.552                  | 60.902                  | 62.999                  |  | 32.884               | 36.805              | 37.711               |
| Evangelische Katholiken Juden Sonstige        | 21.930 15.965 233 5.679 |              | 28.650 20.800 268 5.619 |              | 30.325 22.310 541 5.490 | 32.157 20.858 441 5.096 | 34.057 21.437 323 5.085 | 35.215 22.517 297 4.970 |  | 22.271 10.312 195 50 | 24.440 12.075 137 1 | 24.336 12.366 34 215 |
| deutschsprachig zweisprachig polnischsprachig |                         | 44.468 – 253 | 50.598 4.625 114        | 55.174 – 957 |                         | 56.569 400 1.545        | 59.171 459 1.239        | 61.050 426 1.498        |  |                      |                     |                      |

Die recht große Gruppe der Sonstigen bei den Konfessionen wurde fast ausschließlich durch Mennoniten gebildet. Der Rückgang ihrer Zahl war einer starken Auswanderung geschuldet.

## Politik

### Landräte
- 1772–177600Johann Carl von Grabowski[6]
- 1776–000000Peter von Twardowski[6]
- 1787–178900Dietrich von Ahlefeldt[6]
- 1789–180200August von Kalckstein[6]
- 1802–000000Anton von Donimirski[6]
- 1807–183900Ernst Friedrich Hüllmann
- 1839–185100Robert Plehn
- 1851–185500Bernhard Otto Curt von Beneckendorff und von Hindenburg
- 1855–186100von Schleusing
- 1861–187000Karl Parey
- 1871–187700Gustav Gottfried Keil
- 1877–189000Adolf Döhring
- 1890–189500Friedrich von Zander
- 1895–190100Ernst Reinhold Gerhard von Glasenapp
- 1901–191000Arnold Senfft von Pilsach
- 1910–191800Gottfried Hagemann
- 1918–192000von Rönne (kommissarisch)
- 19200000000Lietz-Schönwiese
- 1920–193400Georg Rebehn
- 1934–193500Heinz Schwendowius
- 1935–193900Erich Post
- 1939–194500Walter Neufeldt

### Wahlen
Im Deutschen Reich bildete der Kreis Marienburg zusammen mit der Stadt und dem Landkreis Elbing den Reichstagswahlkreis Danzig 1. Der Wahlkreis wurde fast durchgehend von konservativen Kandidaten gewonnen.

### Kommunalverfassung
Der Kreis Marienburg i. Westpr. gliederte sich in die Städte Marienburg, Neuteich und Tiegenhof, in Landgemeinden und – bis zu deren Wegfall im Jahre 1928 – in Gutsbezirke. Mit Einführung des preußischen Gemeindeverfassungsgesetzes vom 15. Dezember 1933 gab es ab dem 1. Januar 1934 eine einheitliche Kommunalverfassung für alle Gemeinden. Mit Einführung der Deutschen Gemeindeordnung vom 30. Januar 1935 trat zum 1. April 1935 die im Deutschen Reich gültige Kommunalverfassung in Kraft, wonach die bisherigen Landgemeinden nun als Gemeinden bezeichnet wurden. Alle Gemeinden des Kreises mit Ausnahme der Kreisstadt waren in Amtsbezirken zusammengefasst. Eine neue Kreisverfassung wurde nicht mehr geschaffen; es galt weiterhin die Kreisordnung für die Provinzen Ost- und Westpreußen, Brandenburg, Pommern, Schlesien und Sachsen vom 19. März 1881.

## Städte und Gemeinden

### Stadtgemeinden  1919
Zum Kreis gehörten um 1919 folgende  drei Stadtgemeinden:
- Marienburg i. Westpr.
- Neuteich
- Tiegenhof

### Landgemeinden 1919
Zum Kreis gehörten  um 1919 folgende 129  Landgemeinden (Stand vom 1. Januar 1908):
- Altebabke
- Altenau
- Altendorf
- Altfelde
- Alt Münsterberg
- Alt Rosengart
- Alt Weichsel
- Augustwalde
- Baalau
- Baarenhof
- Bärwalde
- Barendt	.
- Beiershorst
- Biesterfelde
- Blumstein
- Brodsack
- Bröske
- Brunau
- Damerau
- Dammfelde
- Eichwalde
- Eschenhorst
- Fischau
- Fürstenwerder
- Gnojau
- Groß Lesewitz
- Groß Lichtenau
- Groß Montau
- Grunau
- Halbstadt
- Herrenhagen
- Heubuden
- Hohenwalde
- Holm
- Hoppenbruch
- Irrgang
- Jankendorf
- Jonasdorf
- Kalteherberge
- Kalthof, Schloss
- Kaminke
- Kampenau
- Katznase
- Klakendorf
- Klein Lesewitz
- Klein Lichtenau
- Klein Montau
- Klettendorf
- Königsdorf
- Kronsnest
- Kuckuck
- Küchwerder
- Kunzendorf
- Ladekopp
- Leske
- Liessau
- Lindenau
- Lindenwald
- Marienau
- Markushof
- Mielenz
- Mierau
- Neukirch
- Neu Münsterberg
- Neunhuben
- Neuteicher Hinterfeld
- Neuteicherwalde
- Neuteichsdorf
- Niedau
- Notzendorf
- Orloff
- Orlofferfelde
- Palschau
- Parschau
- Parwark
- Petershagen
- Pieckel
- Pietzkendorf
- Platenhof
- Pletzendorf
- Pordenau
- Prangenau
- Preußisch Königsdorf
- Preußisch Rosengart
- Pruppendorf
- Rehwalde
- Reichfelde
- Reichhorst
- Reimerswalde
- Reinland
- Rosenort
- Rothebude
- Rückenau
- Sandhof
- Schadwalde
- Scharpau
- Schlablau
- Schönau
- Schöneberg
- Schönhorst
- Schönsee
- Schönwiese
- Schwansdorf
- Simonsdorf
- Sommerau
- Sorgenort
- Stadtfelde
- Stalle
- Stobbendorf
- Tansee
- Thiensdorf
- Thiergart
- Thiergartsfelde
- Thörichthof
- Tiege
- Tiegenhagen
- Tiegenort
- Tragheim
- Tralau	Tralau
- Trampenau
- Trappenfelde
- Vierzehnhuben
- Vogelsang
- Vogtei
- Warnau
- Wengeln
- Wengelwalde
- Wernersdorf
- Wiedau

### Gutsbezirke 1919
Zum Kreis gehörten um 1919 außerdem folgende fünf Gutsbezirke (Stand vom 1. Januar 1908):
- Adlig Renkau
- Fischauerfeld
- Kykoit
- Liebenthal
- Montauer Forst

### 1920 an die Freie Stadt Danzig abgetretene Städte und Gemeinden
Zu dem westlich der Nogat gelegenen Kreisteil, der 1920 an die Freie Stadt Danzig abgetreten werden musste, gehörten die folgenden Städte und Gemeinden: Sie wechselten in den Landkreis Großes Werder der Freien Stadt.
| - Alt Münsterberg - Alt Weichsel - Altebabke - Altenau - Altendorf - Baarenhof - Barendt - Bärwalde - Beiershorst - Biesterfelde - Blumstein - Brodsack - Bröske - Brunau - Damerau - Dammfelde - Eichwalde - Fürstenwerder, heute Żuławki - Gnojau - Groß Lesewitz - Groß Lichtenau, heute Lichnowy - Groß Montau, heute Mątowy Wielkie - Halbstadt - Herrenhagen - Heubuden - Holm - Irrgang - Jankendorf - Kalteherberge | - Kaminke - Klein Lesewitz - Klein Lichtenau - Klein Montau, heute Mątowy Małe - Küchwerder - Kunzendorf - Ladekopp - Leske - Liessau - Lindenau - Marienau, heute Marynowy - Mielenz, heute Miłoradz - Mierau - Neu Münsterberg - Neukirch - Neunhuben - Neuteich, Stadt, heute Nowy Staw - Neuteicher Hinterfeld - Neuteicherwalde - Neuteichsdorf - Niedau - Orloff - Orlofferfelde - Palschau - Parschau - Petershagen - Pieckel - Pietzkendorf - Platenhof | - Pletzendorf - Pordenau - Prangenau - Rehwalde - Reimerswalde - Reinland - Rückenau - Schadwalde - Scharpau - Schönau - Schöneberg, heute Ostaszewo - Schönhorst - Schönsee - Simonsdorf, heute Szymankowo - Stadtfelde - Stobbendorf II - Tansee - Tiege - Tiegenhagen - Tiegenhof, Stadt, heute Nowy Dwór Gdański - Tiegenort - Tragheim - Tralau - Trampenau - Trappenfelde - Vierzehnhuben - Vogtei - Warnau - Wernersdorf, heute Pogorzała Wieś - Wiedau |

### Städte und Gemeinden 1945
Zum Ende seines Bestehens im Jahr 1945 umfasste der Kreis die Stadt Marienburg sowie 36 weitere Gemeinden:
| - Alt Rosengart - Altfelde - Augustwalde - Baalau - Eschenhorst - Fischau - Grunau, Flecken - Hohenwalde - Jonasdorf - Kampenau | - Katznase - Klettendorf - Königsdorf - Kronsnest - Lindenwald - Marienburg (Westpr.), Stadt - Markushof - Notzendorf - Parwark - Preußisch Königsdorf | - Preußisch Rosengart - Pruppendorf - Reichfelde - Reichhorst - Rosenort - Schlablau - Schönwiese - Schwansdorf - Sommerau (Nogat) - Sorgenort | - Stalle - Thiensdorf - Thiergart - Thiergartsfelde - Thörichthof - Wengeln - Wengelwalde |

### Vor 1945 aufgelöste Gemeinden
- Hoppenbruch, 1915 zu Marienburg
- Klakendorf, 1936 zu Notzendorf
- Kuckuck, 1935 zu Thiensdorf
- Rothebude, 1938 zu Sommerau
- Sandhof, 1912 zu Marienburg
- Schloß Kalthof, 1912 zu Warnau
- Siebenhuben, 1900 zu Küchwerder
- Vogelsang, 1912 zu Marienburg